# 若克雅乡
若克雅乡（維吾爾語：رۇكىيا يېزىسى‎，拉丁维文：Rukiya Yëzisi），是中华人民共和国新疆维吾尔自治区和田地區民丰县下辖的一个乡镇级行政单位。

## 行政区划
若克雅乡下辖以下地区：
都阿艾格孜村、特开墩村、英吾斯塘村、博斯坦村、阿奇玛村、喀塔尔墩村和恰先拜巴扎村。